# سان بيير وميكلون
سان بيير وميكلون (بالفرنسية: Saint-Pierre et Miquelon) هي منطقة من مقاطعات وأقاليم ما وراء البحار الفرنسية، تتكون من مجموعة صغيرة من الجزر تقع بالقرب من الساحل الشرقي لكندا، جنوبي نيوفندلاند في المحيط الأطلسي الشمالي. وهي الجزء الوحيد الباقي من مستعمرة فرنسا الجديدة في أمريكا الشمالية الذي يحتفظ بالسيادة الفرنسية.

## نبذة
سانت بيير وميكلون هي أرخبيل فرنسي في أمريكا الشمالية تقع في المحيط الأطلسي الشمالي، على بعد 25 كيلومترا جنوب جزيرة نيوفاوندلاند الكندية.
ويتكون الأرخبيل من جزيرتين رئيسيتين: سان بيير وميكلون، الجزر الصغيرة الأخرى والجزر غير المأهولة هي جزء من أرخبيل (السيادة على الجزيرة الخضراء غير مؤكدة).
مثل جواديلوب ومارتينيك وغيانا، وسانت مارتن، وسانت بارتيليمي وكليبرتون، الأرخبيل هو واحد من سبعة أراضي فرنسية في أمريكا والأرض الوحيدة في أمريكا الشمالية، وآخر بقايا فرنسا الجديدة، التي خسرتها في حرب السنوات السبع.
تتألف المنطقة من تسع جزر صغيرة، من بينها جزيرة سان بيير (26 كم2) وهي العاصمة، ويعيش 90 % من سكان الجزر فيها. أما أكبر جزرها فهي ميكلون (215 كم2). احتلت فرنسا الجزر عام 1604، ويعتقد بأن الصيادين البريتونيين والباسكيين كانوا أول من جاء للجزر. بعد ذلك حصلت بريطانيا على الجزر ثلاث مرات، إلا أن فرنسا استعادتها أخيراً في العام 1814. يبلغ عدد سكانها 6057 نسمة (2013). يعتمد اقتصادها على صيد السمك.
استعداداً لمؤتمر السلام الذي كان متوقعاً أن يتبع الحرب العالمية الأولى، أَسستْ وزارة الخارجية البريطانية في ربيع عام 1917 قسماً خاصاً أُوكِلت إليه مهمة إعداد خلفيات تاريخية يمكن للمبعوثين البريطانيين الاستنارة بها أثناء المؤتمر. سان بيير وميكلون هي رقم 131 في سلسلة تتكون من أكثر من 160 دراسة أنتجها القسم، وقد نُشر أغلبها بعد ختام مؤتمر السلام بباريس عام 1919. سان بيير وميكلون هما جزيرتان صغيرتان، تقعان تقريباً على بعد 16 كيلو متراً غرب وجنوب غرب نيوفاوندلاند، وهما، كما تشير الدراسة «كل ما تبقى لفرنسا من إمبراطوريتها العظمى التي كانت تقع يوماً في أمريكا الشمالية....» يتتبع القسم الخاص بالتاريخ السياسي كيف انتقلت ملكية الجزيرتين بين الفرنسيين والبريطانيين لعدد من المرات بين فترة احتلال فرنسا الأول لهما عام 1650 تقريباً وعودتهما بشكل نهائي إلى فرنسا عام 1814. تشير الدراسة إلى أن «الهدف من اهتمام الحكومة الفرنسية بالاستحواذ على سان بيير وميكلون هو استغلالهما كقاعدتين لصيد الأسماك على سواحل غراند بانكس ونيوفاوندلاند. بالتالي، تمتعت سان بيير لعدة أعوام بقدر جيد من الرخاء كمقر لأسطول صيد أسماك مهم مكون من 200 مركب....» تعزو الدراسة التدهور الاقتصادي اللاحق للجزيرتين إلى تراجع معدل صيد سمك القد ونقل مرابط السفن إلى البر الرئيسي لنيوفاوندلاند. ويُفصِّل القسم الذي يتحدث عن الأوضاع الاقتصادية مصايد أسماك القد بما في ذلك المخزون المحلي والكيفية التي تتم بها عملية صيد الأسماك وتنظيفها وتجفيفها وسوق التصدير والعاملين في مصايد الأسماك. انخفض عدد سكان المستعمرة في عام 1911 إلى 4,209 بعد أن كان يُقدر بـ6,482 في عام 1902. سان بيير وميكولون متحدتان في الوقت الحالي تحت حكم ذاتي وتُعتبران جزءاً من فرنسا.

## المناخ
يتميز مناخ سان بيير وميكلون بالبرودة وبالرطوبة وتتراوح بين +°15 في الصيف إلى 3-°في الشتاء ومعدل المتوسط المناخي +19° اما معدل تساقط الأمطار سنويا فهو 1258 مم /سنوي، ومن مميزات مناخ سان بيير وميكلون الضباب والرياح القوية.

## التركيبة السكانية
تشهد البلدية، تقدما بطيئا منذ الحرب العالمية الأولى، كما في 1 يناير 2009، وفقا للأرقام الصادرة عن المعهد الوطني للاحصاءات 6082 نسمة على التوالي 5478 و604 نسمة في البلديات سانت بيير وميكلون-لانغلاد.
اللغة الفرنسية هي مماثلة لنورماندي وبريتاني. الشعب بأغلبية ساحقة ينحدر من نورمان، بريتون والمستوطنين الباسك. إذا كان أصل الأكادية متواضع، يجب علينا أن نشير إلى أهمية ضد الإنجليز واصل ايرلندي من السكان نتيجة للعديد من هؤلاء المستوطنين النقابات مع الشابات من الساحل قريب من نيوفاوندلاند لاتخاذ الوظائف المحلية، وخاصة القرن التاسع عشر وحتى النصف من القرن العشرين.

## التاريخ
لهاتين الجزيرتين أهميتهما من حيث كونهما يشكلان قاعدة لعمليات صيد السمك الفرنسية، كما أنهما يجتذبان كثيراً من السياح في فصل الصيف. احتلت فرنسا الجزيرتين لأول مرة عام 1635 م، ثم تعاقبت فرنسا وإنكلترا على إدارتهما حتى عام 1814 م. عندما استولت عليهما فرنسا نهائياً وفي عام 1956 م منحتهما الحكومة الفرنسية حق الحكم الذاتي.

## الديانة
غالبية السكان هم من الروم الكاثوليك. الكنيسة الرومانية الكاثوليكية الرسولية في سانت بيير وجزر ميكلون تدير الكنيسة المحلية. أما الديانات المتبقية فتتألف من الديانات غير المنتسبة إلى الكنيسة الكاثوليكية أو غير الدينية، وعدد قليل من المسلمين والأديان الأخرى (غير المسيحيين والمسلمين واليهود والهندوس)